# 山城宏
山城宏（1958年8月12日－），日本职业九段围棋手，山口县下松市人，隶属于日本棋院中部总本部，师从岛村俊广九段，2012年起担任日本棋院副理事长。山城获王冠战优胜15次，棋圣战挑战者1次，本因坊战挑战者3次。他在新手时代获有“中京小钻石”之称，取地中盘以后打入的强烈棋风有“渗透流”之称。

## 经历
1965年进入岛村俊广九段门下，1971年成为日本棋院院生。1972年入段。1977年以五段击败岩田达明九段，在王冠战中胜利。1979年打入新人王战决胜轮，但1比2败于石田章。当时和他同时期的片冈聪、王立诚、小林觉并称“新人四天王”。
1984年王座战中挑战加藤正夫以0-3落败。1985年升至九段。1986、87年本因坊战连续挑战武宫正树，以1-4和0-4两次落败。最初的棋风为取地，但此败后也能逐渐做出大模样厚实的棋。1987年第3届中日围棋擂台赛中战胜五人，负于马晓春。
1992年棋圣战中挑战小林光一，初战2连胜，第5局以3-2拿下天王山，但第7局在收小官有利时，以半目负输掉比赛。当时在星位小飞挂拆三中打入做出的棋型后来流行，被称为棋圣战定石。1993年三度挑战本因坊，但以1-4负于赵治勋。当时赵对比二者称“我的围棋就像是能够最大限度堆积木材，和山城先生钢筋混凝土堆搭建式的围棋不同”。
山城这样六次挑战，没有获得七大头衔中的任何一个，媒体将其无冠称作“围棋界七个不可思议之一”。2008年7月7日龙星战中击败吉冈薰七段后，山城成为日本史上第10名正式比赛千胜棋手。当时他1000胜、492败、7平局。

## 外部連結
- 日本棋院-山城宏 （页面存档备份，存于）（日語）